# ASAP Rocky
Rakim Mayers (New York City, New York, SAD, 3. listopada 1988.), bolje poznat po svojim umjetničkim imenima ASAP Rocky (ponekad stilizirano kao A$AP Rocky) i Lord Flacko, američki je reper, pjevač, tekstopisac, glazbeni producent i redatelj videospotova iz Harlema. Godine 2007. je postao član hip-hop sastava ASAP Mob od kojeg je prisvojio dio svog umjetničkog imena. Rocky je svoj prvi miksani album Live. Love. ASAP objavio 2011. godine. Album je pozitivno ocjenjen od strane kritičara. Uspjeh tog albuma ga je odvelo do potpisivanja ugovora s diskografskim kućama RCA Records, Sony Music Entertainment i Polo Grounds Music. Svoj debitantski studijski album Long. Live. ASAP objavio je 2013. godine koji je na top ljestvici Billboard 200 debitirao na prvom mjestu. Drugi studijski album At. Long. Last. ASAP je također na top ljestvici Billboard 200 debitirao na prvom mjestu, te je prihvaćen od strane kritike.

## Životopis

### Raniji život i početci karijere (1988. – 2010.)
ASAP Rocky je rođen kao Rakim Mayers, 3. listopada 1988. godine u Harlemu, New Yorku. Otac mu je rođen u Somaliji, a majka mu je Afroamerikanka. Ime je dobio po reperu Rakimu iz grupe Eric B. & Rakim. Kad je napunio 12 godina njegov otac je otišao u zatvor zbog prodaje droge. Godinu kasnije, stariji brat mu je ubijen ispred kuće. Taj ga je događaj inspirirao da krene repati ozbiljno. Mayers je počeo repati s osam godina, te je imao puno uzora kao što su The Diplomats, Three 6 Mafia, Mobb Deep, Wu-Tang Clan, Bone Thugs-n-Harmony, Run-D.M.C. i UGK. Odrastao je zajedno sa svojom majkom živeći u Manhattanu. Kasnije se preselio u Elmwood Park, New Jersey. Godine 2007., Rocky je osnovao svoju grupu ASAP Mob zajedno s drugim članovima. Kratica ASAP ima mnogo značenja, uključujući "Always Strive and Prosper", "Assassinating Snitches and Police" i "Acronym Symbolizing Any Purpose".

### LiveLoveA$APiLongLiveA$AP(2011. - danas)
Svoju prvu promotivnu pjesmu "Peso" je objavio u kolovozu 2011. godine koja je zasvirala i na visoko profilnoj američkoj radio stanici Hot 97. Nakon objavljivanja spotova za pjesme "Peso" i "Purple Swag", ASAP Rocky je potpisao ugovor od 3 milijuna dolara za diskografske kuće Sony Music Entertainment i RCA Records. U listopadu je objavio svoj prvi miksani album LiveLoveA$AP koji su kritičari dobro prihvatili. Krajem godine BBC ga je nominirao za nagradu Sound of 2012. Početkom godine bio je gost na Drakeovoj turneji Club Paradise Tour zajedno s Kendrickom Lamarom. Kasnije je nastupio na glazbenom festivalu SXSW u Austinu, Teksasu. Početkom travnja objavljen je jedan dio pjesme na kojoj gostuje Lana Del Rey, koja bi trebala biti na njegovom debitantskom studijskom albumu. Krajem travnja objavio je debitantski singl "Goldie". Svoj debitantski album LongLiveA$AP će objaviti 11. rujna 2012. godine. U srpnju je nastupao na glazbenom festivalu Pitchfork. Krajem srpnja je najavio turneju zajedno s Dannyjem Brownom i Schoolboy Q-em koja će trajati do studenog. Miksani album Lord$ Never Worry zajedno s ASAP Mobom objavio je 28. kolovoza.

## Privatni život

### Pravna pitanja
ASAP Rocky je 20. srpnja 2012. godine bio uhićen, te pritvoren u Lower Manhattanu zbog verbalnog napada na dvoje ljudi koji su ga htjeli slikati. Nakon događaja žrtve su završile u bolnici. Tri dana kasnije Rocky je oslobođen svih optužbi.

## Diskografija

### Studijski albumi
- Long. Live. ASAP (2013.)
- At. Long. Last. ASAP (2015.)
- ’’Testing ‘’ (2018.)

### Miksani albumi
- Live. Love. ASAP (2011.)

## Nagrade i nominacije
BET Awards
| Godina | Nominirano djelo | Nagrada                                 | Rezultat   |
| ------ | ---------------- | --------------------------------------- | ---------- |
| 2012.  | ASAP Rocky       | Najbolji novi izvođač (Best New Artist) | nominacija |

BBC Sound of 2012
| Godina | Nominirano djelo | Nagrada                           | Rezultat   |
| ------ | ---------------- | --------------------------------- | ---------- |
| 2012.  | ASAP Rocky       | Zvuk 2012. godine (Sound of 2012) | nominacija |

mtvU Woodie Awards
| Godina | Nominirano djelo | Nagrada                               | Rezultat   |
| ------ | ---------------- | ------------------------------------- | ---------- |
| 2012.  | ASAP Rocky       | Woodie novak godine (Breaking Woodie) | nominacija |

## Vanjske poveznice
- Službena stranica
- ASAP Rocky na Allmusicu
- ASAP Rocky na Discogsu
- ASAP Rocky na Billboardu
- ASAP Rocky  Arhivirana inačica izvorne stranice od 12. svibnja 2012. (Wayback Machine) na MTV